# Нєфтєгорський газопереробний завод
Нєфтєгорський газопереробний завод – підприємство нафтогазової промисловості, які діє у Самарській області Росії.
Нєфтєгорський газопереробний завод ввели в дію у 1969 році для роботи з супутнім газом місцевих нафтових родовищ. З 1977-го частина ресурсу для переробки надходить по трубопроводу Бобровська ГКС – Нєфтєгорський ГПЗ з сусідньої Оренбурзької області (в 1987-му звідти ж подали продукцію Зайкінської групи родовищ, проте в 2001-му на останній ввели в дію власне газопереробне підприємство).
Технологічний процес передбачає вилучення сірководню та діоксиду вуглецю, фракціонування вуглеводнів із отриманням товарного газу, етану та фракції С3+ (за російською термінологією – широка фракція легких вуглеводнів, ШФЛУ), а також переробку сірководню на сірку. 
За проектом завод може приймати до 0,68 млрд м3 газу на рік та випускати  149 тисяч тон етану, 525 тисяч тон ШФЛУ і 4 тисячі тон сірки. Фактичні обсяги завантаження залежать від наявності ресурсу супутнього газу та можуть менші за проектні показники, так, в 1-му кварталі 2009-го завод прийняв 90 млн м3 газу (з них 45 млн м3 з Оренбурзької області) і випустив 47 млн м3 товарного газу, 67 тисяч тон ШФЛУ та 618 тон сірки. В 2020 році Нєфтєгорський ГПЗ переробив 411 млн м3 газу.
Для видачі етану та ШФЛУ спорудили трубопровідну систему Нєфтєгорський ГПЗ – Новокуйбишевськ. В першій половині 2000-х років на тлі господарської суперечки з власником розташованої у Новокуйбишевську установки фракціонування Нєфтєгорський ГПЗ почав відправляти свою ШФЛУ на належний тому ж власнику залізничний наливний термінал Отрадненського ГПЗ.
Товарний газ видається по трубопроводу Нєфтєгорський ГПЗ – Самара.